# کوچی‌های افغانستان

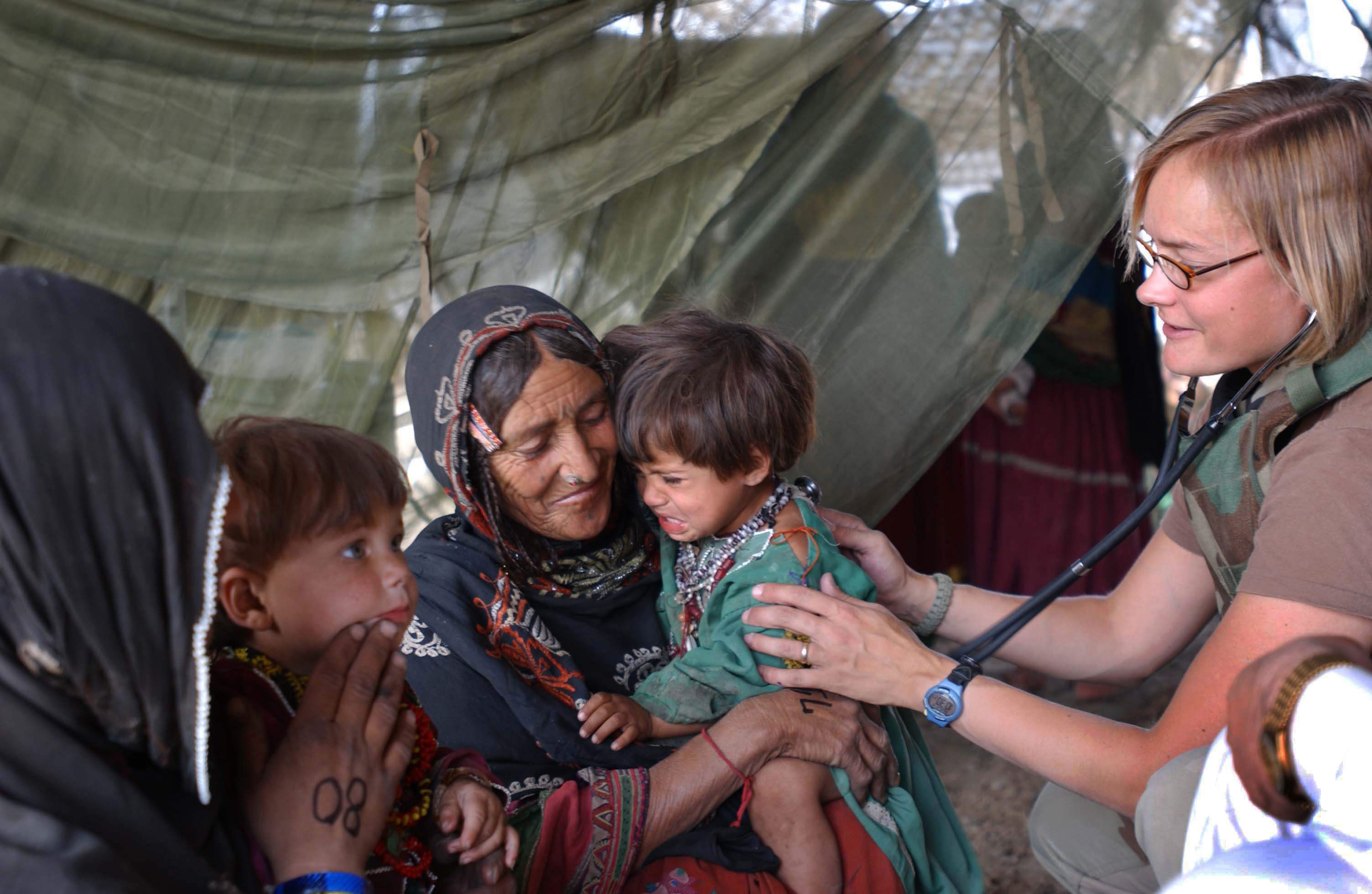
یک افسر پزشک آمریکایی در حال واکسیناسیون کودک کوچی در گردیز

کوچی‌های افغانستان یا  کوچیان گروهی از مردم افغانستان هستند که به شیوهٔ کوچ‌نشینی زندگی می‌کنند. کوچی‌ها اغلب از پشتون‌های غل‌زایی هستند. طایفه‌های خروتی،هوتکی، احمدزی و اندر از مهمترین طوایف پشتون‌های کوچی محسوب می‌شوند. البته کوچ‌نشینی در افغانستان منحصر به پشتون‌ها نیست و تعدادی از افغانستانی‌های غیرپشتون مانند گروهی از بلوچ‌ها نیز این شیوه زندگی را ادامه می‌دهند.
معیشت کوچی‌ها از راه دامداری تأمین می‌شود. گوسفند، بز، شتر و الاغ چهار دام اصلی آن‌هاست. طبق گزارش کمیساریای عالی سازمان ملل برای پناهندگان، کوچی‌ها تا پیش از آغاز جنگ داخلی صاحب حدود ۳۰ درصد بزها و گوسفندها و بیشتر شترهای افغانستان بودند و مسئول اصلی تأمین گوشت، پشم، روغن حیوانی و کشک در اقتصاد ملی افغانستان محسوب می‌شدند.
کوچی‌ها در نقاط مختلف افغانستان پراکنده‌اند و برخی از آن‌ها به پاکستان هم کوچ می‌کنند. آن‌ها منازعهٔ سرزمینی دیرینه و مستمری با هزاره‌ها داشته‌اند که با افزایش جمعیت و رقابت بیشتر برای تصاحب آب و زمین تشدید شده‌است. کوچی‌ها از مهم‌ترین حامیان حکومت طالبان بودند، چرا که طالبان برای سرکوب هزاره‌های شیعه‌مذهب بسیاری از زمین‌های آن‌ها را در اختیار کوچی‌ها قرار داده بود. جمعیت کوچی‌های افغانستان حدود ۱٫۵ میلیون نفر یعنی کمتر از ۵ درصد کل جمعیت این کشور برآورده شده که دست‌کم ۶۰ درصد آن‌ها کاملاً کوچ‌نشین باقی مانده‌اند.
شیوهٔ زندگی کوچی‌ها باعث شده تا نرخ بی‌سوادی در میان آن‌ها بسیار شایع باشد، از امکانات بهداشتی و رفاهی محروم مانده و حضوری در صحنه سیاست نداشته باشند. در حکومت کنونی افغانستان کوچی‌ها ۱۰ نماینده در ولسی جرگه دارند و دو نفر به عنوان نمایندهٔ کوچی‌ها در مشرانو جرگه (مجلس سنا) عضویت دارند.